# Kleinbahn Wesel–Rees–Emmerich
| Streckenlänge: | 39,82 km             |                                                             |                                                             |
| Spurweite: | 1435 mm (Normalspur) |                                                             |                                                             |
| Stromsystem: | 750 Volt =           |                                                             |                                                             |
| |                      |                                                             |                                                             |
| \| \| 39,82 \| Emmerich Steintor \| Emmerich Steintor \| \| \| 39,00 \| Emmerich Fischerort \| Emmerich Fischerort \| \| \| \| \| \| \| \| 38,00 \| Emmerich Bahnhof Übergang zur Bahnstrecke Oberhausen–Arnhem \| Emmerich Bahnhof Übergang zur Bahnstrecke Oberhausen–Arnhem \| \| \| \| \| \| \| \| 37,00 \| Emmerich Wagenhalle \| Emmerich Wagenhalle \| \| \| 33,80 \| Vrasselt \| Vrasselt \| \| \| 31,50 \| Praest Haus May \| Praest Haus May \| \| \| \| Stadtgrenze Emmerich / Rees \| \| \| \| 28,50 \| Bienen \| Bienen \| \| \| 26,50 \| Speldrop \| Speldrop \| \| \| 23,60 \| Rees \| Rees \| \| \| 0 \| nach Empel \| nach Empel \| \| \| 22,80 \| Reesereyland \| Reesereyland \| \| \| \| Bergswick \| \| \| \| 21,50 \| Wolfersom \| Wolfersom \| \| \| 20,20 \| Deckershof \| Deckershof \| \| \| 18,20 \| Haffen Weiche \| Haffen Weiche \| \| \| 17,80 \| Haffen \| Haffen \| \| \| 17,50 \| Haffen Molkerei \| Haffen Molkerei \| \| \| 16,70 \| Mehr Weiche \| Mehr Weiche \| \| \| 15,50 \| Overkamp Weiche \| Overkamp Weiche \| \| \| 14,70 \| Overkamp Bettenhof \| Overkamp Bettenhof \| \| \| \| Stadtgrenze Rees / Wesel \| \| \| \| 13,70 \| Vahnum \| Vahnum \| \| \| 12,20 \| Vissel \| Vissel \| \| \| \| Vissel Trafo \| \| \| \| 11,00 \| Geldermann \| Geldermann \| \| \| 9,60 \| Bislich Mühlenfeld \| Bislich Mühlenfeld \| \| \| \| Leckerfeld \| \| \| \| \| Hegmann \| \| \| \| 8,00 \| Mars \| Mars \| \| \| \| Lenders \| \| \| \| \| Rosenallee \| \| \| \| \| Diersfordt Kockshof \| \| \| \| 4,10 \| Flüren Waldschänke \| Flüren Waldschänke \| \| \| 3,50 \| Flüren \| Flüren \| \| \| \| Wesel Feldmark \| \| \| \| \| Wesel Ziegelei \| \| \| \| 0,00 \| Wesel Breiter Weg \| Wesel Breiter Weg \| \| \| \| Bahnstrecke Haltern–Venlo \| \| \| \| \| Wesel Reeser Landstraße \| \| \| \| \| Wesel Großer Markt \| \| \| \| \| \| \| \| \| \| Wesel Mathenakreuz (ex Rathaus, exex Mathenakirche) \| \| \| \| \| \| \| \| \| \| Wesel Berliner Tor, Postamt \| \| \| \| \| \| \| \| \| \| Wesel Bahnhof Übergang zur Bahnstrecke Oberhausen–Arnhem \| \| |                      |                                                             |                                                             |
| Kopfbahnhof Streckenanfang (Strecke außer Betrieb) | 39,82                | Emmerich Steintor                                           | Emmerich Steintor                                           |
| Haltepunkt / Haltestelle (Strecke außer Betrieb) | 39,00                | Emmerich Fischerort                                         | Emmerich Fischerort                                         |
| |                      |                                                             |                                                             |
| Haltepunkt / Haltestelle (Strecke außer Betrieb) | 38,00                | Emmerich Bahnhof Übergang zur Bahnstrecke Oberhausen–Arnhem | Emmerich Bahnhof Übergang zur Bahnstrecke Oberhausen–Arnhem |
| |                      |                                                             |                                                             |
| Bahnhof (Strecke außer Betrieb) | 37,00                | Emmerich Wagenhalle                                         | Emmerich Wagenhalle                                         |
| Bahnhof (Strecke außer Betrieb) | 33,80                | Vrasselt                                                    | Vrasselt                                                    |
| Bahnhof (Strecke außer Betrieb) | 31,50                | Praest Haus May                                             | Praest Haus May                                             |
| Grenze (Strecke außer Betrieb) |                      | Stadtgrenze Emmerich / Rees                                 | Stadtgrenze Emmerich / Rees                                 |
| Bahnhof (Strecke außer Betrieb) | 28,50                | Bienen                                                      | Bienen                                                      |
| Bahnhof (Strecke außer Betrieb) | 26,50                | Speldrop                                                    | Speldrop                                                    |
| Bahnhof (Strecke außer Betrieb) | 23,60                | Rees                                                        | Rees                                                        |
| Abzweig geradeaus, nach links und von links (Strecke außer Betrieb) | 0                    | nach Empel                                                  | nach Empel                                                  |
| Haltepunkt / Haltestelle (Strecke außer Betrieb) | 22,80                | Reesereyland                                                | Reesereyland                                                |
| Haltepunkt / Haltestelle (Strecke außer Betrieb) |                      | Bergswick                                                   | Bergswick                                                   |
| Bahnhof (Strecke außer Betrieb) | 21,50                | Wolfersom                                                   | Wolfersom                                                   |
| Haltepunkt / Haltestelle (Strecke außer Betrieb) | 20,20                | Deckershof                                                  | Deckershof                                                  |
| Bahnhof (Strecke außer Betrieb) | 18,20                | Haffen Weiche                                               | Haffen Weiche                                               |
| Haltepunkt / Haltestelle (Strecke außer Betrieb) | 17,80                | Haffen                                                      | Haffen                                                      |
| Haltepunkt / Haltestelle (Strecke außer Betrieb) | 17,50                | Haffen Molkerei                                             | Haffen Molkerei                                             |
| Bahnhof (Strecke außer Betrieb) | 16,70                | Mehr Weiche                                                 | Mehr Weiche                                                 |
| Bahnhof (Strecke außer Betrieb) | 15,50                | Overkamp Weiche                                             | Overkamp Weiche                                             |
| Haltepunkt / Haltestelle (Strecke außer Betrieb) | 14,70                | Overkamp Bettenhof                                          | Overkamp Bettenhof                                          |
| Grenze (Strecke außer Betrieb) |                      | Stadtgrenze Rees / Wesel                                    | Stadtgrenze Rees / Wesel                                    |
| Haltepunkt / Haltestelle (Strecke außer Betrieb) | 13,70                | Vahnum                                                      | Vahnum                                                      |
| Bahnhof (Strecke außer Betrieb) | 12,20                | Vissel                                                      | Vissel                                                      |
| Haltepunkt / Haltestelle (Strecke außer Betrieb) |                      | Vissel Trafo                                                | Vissel Trafo                                                |
| Haltepunkt / Haltestelle (Strecke außer Betrieb) | 11,00                | Geldermann                                                  | Geldermann                                                  |
| Bahnhof (Strecke außer Betrieb) | 9,60                 | Bislich Mühlenfeld                                          | Bislich Mühlenfeld                                          |
| Haltepunkt / Haltestelle (Strecke außer Betrieb) |                      | Leckerfeld                                                  | Leckerfeld                                                  |
| Haltepunkt / Haltestelle (Strecke außer Betrieb) |                      | Hegmann                                                     | Hegmann                                                     |
| Bahnhof (Strecke außer Betrieb) | 8,00                 | Mars                                                        | Mars                                                        |
| Haltepunkt / Haltestelle (Strecke außer Betrieb) |                      | Lenders                                                     | Lenders                                                     |
| Haltepunkt / Haltestelle (Strecke außer Betrieb) |                      | Rosenallee                                                  | Rosenallee                                                  |
| Haltepunkt / Haltestelle (Strecke außer Betrieb) |                      | Diersfordt Kockshof                                         | Diersfordt Kockshof                                         |
| Bahnhof (Strecke außer Betrieb) | 4,10                 | Flüren Waldschänke                                          | Flüren Waldschänke                                          |
| Haltepunkt / Haltestelle (Strecke außer Betrieb) | 3,50                 | Flüren                                                      | Flüren                                                      |
| Haltepunkt / Haltestelle (Strecke außer Betrieb) |                      | Wesel Feldmark                                              | Wesel Feldmark                                              |
| Haltepunkt / Haltestelle (Strecke außer Betrieb) |                      | Wesel Ziegelei                                              | Wesel Ziegelei                                              |
| Bahnhof mit U-Bahn Streckenende (Strecke außer Betrieb) | 0,00                 | Wesel Breiter Weg                                           | Wesel Breiter Weg                                           |
| U-Bahn-Kreuzung mit Eisenbahn (Strecke geradeaus außer Betrieb) |                      | Bahnstrecke Haltern–Venlo                                   | Bahnstrecke Haltern–Venlo                                   |
| U-Bahn-Haltepunkt / Haltestelle (Strecke außer Betrieb) |                      | Wesel Reeser Landstraße                                     | Wesel Reeser Landstraße                                     |
| U-Bahn-Haltepunkt / Haltestelle (Strecke außer Betrieb) |                      | Wesel Großer Markt                                          | Wesel Großer Markt                                          |
| |                      |                                                             |                                                             |
| U-Bahn-Haltepunkt / Haltestelle (Strecke außer Betrieb) |                      | Wesel Mathenakreuz (ex Rathaus, exex Mathenakirche)         | Wesel Mathenakreuz (ex Rathaus, exex Mathenakirche)         |
| |                      |                                                             |                                                             |
| U-Bahn-Haltepunkt / Haltestelle (Strecke außer Betrieb) |                      | Wesel Berliner Tor, Postamt                                 | Wesel Berliner Tor, Postamt                                 |
| |                      |                                                             |                                                             |
| U-Bahn-Kopfbahnhof Streckenende (Strecke außer Betrieb) |                      | Wesel Bahnhof Übergang zur Bahnstrecke Oberhausen–Arnhem    | Wesel Bahnhof Übergang zur Bahnstrecke Oberhausen–Arnhem    |

Die Kleinbahn Wesel–Rees–Emmerich ist eine ehemalige Eisenbahn im Landkreis Rees, die die Kreisstadt Wesel mit den Städten Rees und Emmerich verband. Sie verkehrte vom 25. Mai 1914 bis zum 31. Dezember 1966 auf überwiegend eigenem Bahnkörper. Die Strecke verlief in Wesel zunächst zwei Kilometer neben der heutigen Bundesstraße 8 auf einem separaten Bahnkörper und führte dann entlang der Dämme des Rheins von Ort zu Ort, um in Rees (heute: Rauhe Straße / Weseler Landstraße) wieder auf die heutige Landesstraße 7 zu stoßen.
Die Züge verkehrten montags bis samstags zwischen 6:00 und 21:00 Uhr im Stundentakt. Für die gesamte Strecke benötigten sie rund eine Stunde und fünfzig Minuten. In Rees bestand seit dem 28. Februar 1915 Anschluss an die Kleinbahn Rees–Empel.

## Geschichte

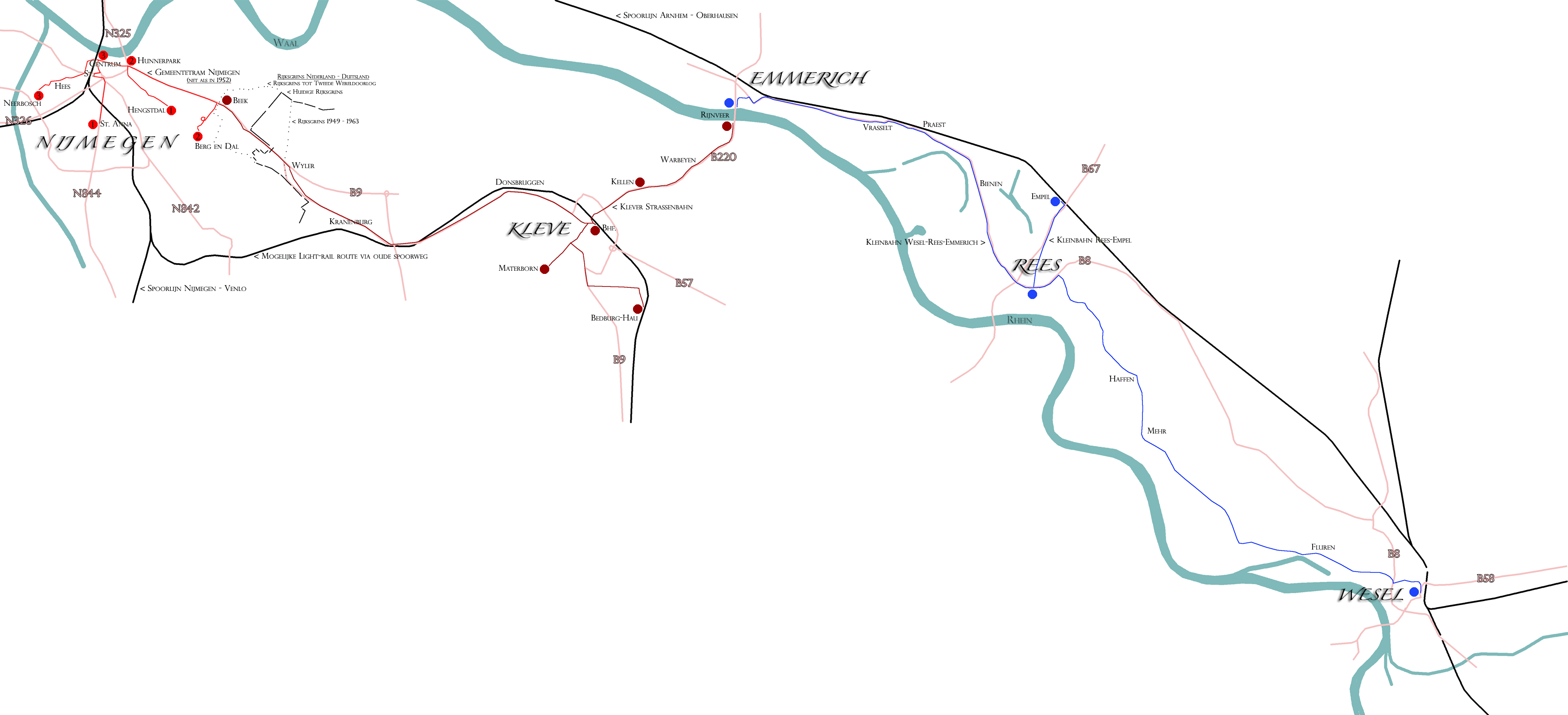
Das Straßenbahn- und Kleinbahnnetz zwischen Nimwegen und Wesel, circa 1949

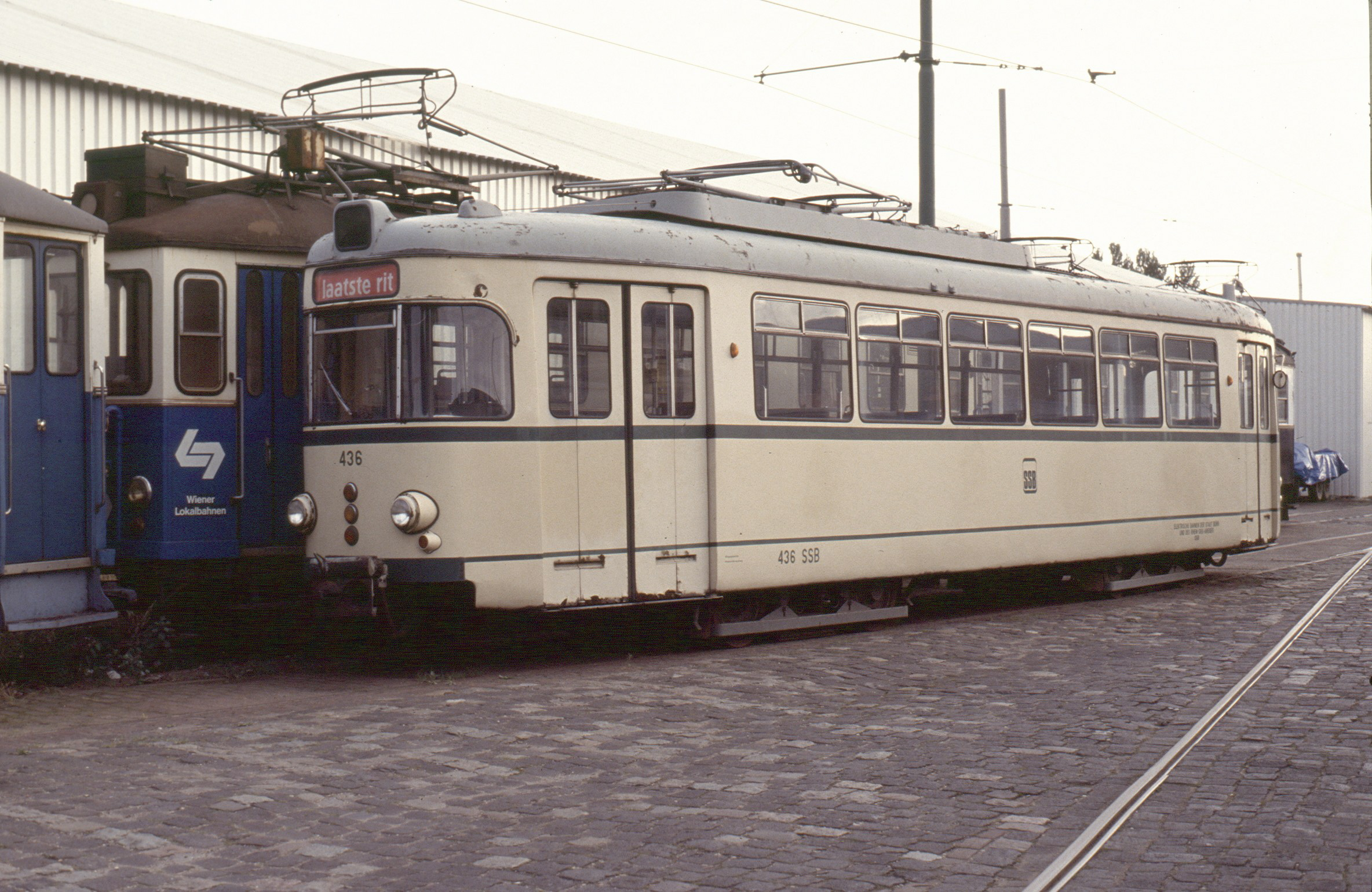
Der Duewag-Großraumwagen 8 der Kleinbahn Wesel-Rees-Emmerich lief ab 1967 als 437, ab 1968 dann als 436 bei den SSB und kam 1991 zur Electrische Museumtramlijn Amsterdam, 1991

Bereits 1908 beschloss der Landkreis Rees, eine Bahnverbindung zwischen Wesel und Emmerich über Rees zu erstellen, und zwar aufgrund eines Gutachtens aus dem Jahr 1909 als elektrisch betriebene regelspurige Kleinbahn. In Wesel sollte eine Verknüpfung mit der Staatsbahn über Bocholt, nach Münster, Venlo und Oberhausen, in Emmerich mit der von der Klever Straßenbahn GmbH betriebenen Rheinfähre nach Kleve und mit der am 22. Juni 1909 zum Bahnhof verlängerten niederländischen Straßenbahn Zutphen–Emmerich hergestellt werden. Am 23. Juli 1910 beschloss der Kreistag des Landkreises Rees den Bau dieser Kleinbahn. Mit dem Bau und Betrieb beauftragt wurde das Rheinisch-Westfälische Elektrizitätswerk (RWE). Noch im gleichen Jahr begann eine Tochtergesellschaft des RWE, die Rheinisch-Westfälische Straßen- und Kleinbahnen GmbH, mit den Bauarbeiten. Sie erhielt am 5. August 1912 die Konzession für den Abschnitt zwischen Wesel und Rees und am 29. April 1916 für den Abschnitt zwischen Rees und Emmerich.
Schon am 25. Mai 1914, konnte die Strecke Wesel–Rees in Betrieb genommen werden. In Wesel konnte sie allerdings bis 1951 nicht, wie ursprünglich geplant, durch das Stadtzentrum bis zum Staatsbahnhof geführt werden, weil die Preußischen Staatseisenbahnen die Plan-Kreuzung der als strategisch bedeutend eingestuften Staatsbahnstrecke nach Venlo versagte. Durch den Ausbruch des Ersten Weltkrieges verzögerte sich die Fertigstellung des Abschnitts zwischen Rees und Emmerich. Wegen der in diesem Abschnitt noch fehlenden Oberleitungen startete am 6. November 1914 der Betrieb zunächst mit einer Dampflokomotive. Im November 1919 wurde der erste Teil des zweiten Abschnitts bis Vrasselt elektrifiziert. Der letzte Teil bis Emmerich folgte am 3. Mai 1921, so dass von jenem Tag an die insgesamt 39,82 Kilometer lange Strecke elektrisch befahren werden konnte.
Im Zweiten Weltkrieg wurde die Bahn bei den Bombenangriffen auf die Stadt Emmerich am 7. Oktober 1944, und auf Rees am 23. Oktober 1944 und bei einer weiteren Bombardierung am 24. Februar 1945 stark beschädigt. Danach wurde der Betrieb, der bis dahin auf der gesamten Strecke noch hatte aufrechterhalten werden können, eingestellt.
Auf dem Abschnitt zwischen Rees und Emmerich wurde der Betrieb nicht wieder aufgenommen. Am 13. Juli 1950 beschloss der Landkreis Rees, die Bahn zwischen Wesel und Rees wieder in Betrieb zu nehmen. Die Gleise und alle Oberleitungsmasten zwischen Rees und Emmerich wurden abgebaut und zur Instandsetzung des südlichen Streckenabschnitts verwendet. Am 9. Juni 1951, nach über sechs Jahren, wurde die Kleinbahn Wesel–Rees auf einer Länge von 25,8 Kilometern wieder in Betrieb genommen. Weil die im Krieg zerstörte Eisenbahnbrücke Wesel im Zuge der Bahnstrecke nach Venlo nicht wieder aufgebaut wurde, erlaubte die Deutsche Bundesbahn nunmehr auch eine niveaugleiche Kreuzung ihrer Strecke, die durch den Krieg zu einem Anschlussgleis für den Güterverkehr degradiert wurde.
Dadurch konnte die Kleinbahn durch die Weseler Innenstadt verlaufend um zwei Kilometer via Reeser Landstraße, Grafenring, Hansaring, Willibrordiplatz, Pastor-Bölitz-Straße, Goldstraße, Brückstraße, Viehtor, Hohe Straße, Berliner-Tor-Platz und Wilhelmstraße bis zum Weseler Bahnhof verlängert werden, wobei diese eingleisige Neubaustrecke, die fünf neue Haltestellen umfasste, Straßenbahn-ähnlich auf Rillenschienen angelegt war. Für den Betrieb im öffentlichen Straßenraum waren die Fahrzeuge fortan mit Fahrtrichtungsanzeigern ausgestattet, zudem wurden alle Haltestellen mit dem kreisrunden gelb-grünen Verkehrszeichen 224 der Straßenverkehrsordnung gekennzeichnet. Sie befanden sich an der zweigleisigen Endstation am Bahnhof, am Berliner-Tor-Platz (Post), am Mathenakreuz (Rathaus, heute Kaufhof), an der Feldstraße gegenüber dem Großen Markt und am Hansaring.

## Einstellung
Das RWE wollte seit längerem aus den noch bis 1976 laufenden Pachtverträgen heraus, denn es wurden Verluste eingefahren. Gegen Zahlung von 1,1 Millionen D-Mark Entschädigung an den Kreis wurden zum 30. April 1966 die Verträge vorzeitig aufgelöst. Dabei spielte auch eine Rolle, dass die Kreis Reeser Verkehrsgesellschaft mbH die vorläufige Konzession für eine neue Omnibuslinie durch die Feldmark erhalten hatte und somit die Kleinbahn Konkurrenz machte. Die letzte Bahn zwischen Rees und Wesel verkehrte am 30. April 1966. Der Gütertransport zwischen Rees und Empel endete am 31. Dezember 1966. Die Strecke wurde abgebaut, der Bahnkörper wird heute abschnittsweise als Bahntrassenradweg genutzt. Das Depot ging in den Besitz der Kreis Reeser Verkehrsgesellschaft mbH sowie deren Rechtsnachfolgerin, der NIAG, über und wurde für Omnibusse verwendet.

## Fahrzeuge
1914 waren sieben zweiachsige Triebwagen und sieben zweiachsige Beiwagen von der Waggonfabrik Uerdingen geliefert worden, 1920 kamen noch drei gleichartige Triebwagen und zwei Beiwagen hinzu. Für den Güterverkehr waren 1913 bzw. 1916 drei zweiachsige Lokomotiven von AEG geliefert worden. Mangels Bedarf wurden sie zunächst an die Kleinbahn Siegburg–Zündorf abgegeben. Zur Aufnahme des Verkehrs nach Emmerich kamen 1919 von dieser Bahn die Lokomotiven 101 und 102 (AEG 1914) und erhielten die Nummern 14 und 16. Da der Fahrzeugpark im Krieg fast vollständig zerstört worden war, begann der Betrieb 1951 mit vier Aufbauwagen von der Waggonfabrik Uerdingen und zwei Beiwagen von der Straßenbahn Opladen–Ohligs. 1960 wurden zwei vierachsige Duewag-Großraumwagen beschafft. Sie wurden nach Betriebseinstellung an die Stadtwerke Bonn verkauft. Einer davon ist heute bei der Histotram Ferlach in Österreich im Museumsbetrieb im Einsatz.